# Wyomia Tyus
Wyomia Tyus, po mężu Simburg (ur. 29 sierpnia 1945 w Griffin) – amerykańska lekkoatletka (sprinterka).
Dwukrotna mistrzyni olimpijska w biegu na 100 m (Tokio 1964, Meksyk 1968), złota (1968) i srebrna (1964) medalistka olimpijska w sztafecie 4 × 100 m. 9-krotna rekordzistka świata: 4 razy na 100 m (do 11,08 w 1968), 3 razy na 4 × 100 m (do 42,8 w 1968) i 2 razy na dystansach jardowych. Złota medalistka igrzysk panamerykańskich z Winnipeg.